# Mariangelo Accorso
Mariangelo Accorso (em latim: Accursio ou Accursius; Áquila, 1489 — Áquila, 4 de agosto de 1546) foi um escritor e crítico italiano.

## Biografia
Accorso nasceu em Áquila (Abruzos), então parte do Reino de Nápoles.
Foi muito admirado por Carlos V, em cuja corte residiu por trinta e três anos, e por quem foi encarregado de várias missões no exterior. Além do seu perfeito conhecimento do grego e do latim, possuía uma íntima familiaridade com várias línguas modernas. Gostava de descobrir e colecionar antigos manuscritos, no que suas viagens ao exterior proporcionavam-lhe oportunidades especiais para aumentar o seu acervo. Seu trabalho intitulado Diatribae in Ausonium, Solinum et Ovidium (1524) é um monumento de erudição e capacidade crítica. Foi o primeiro editor das Cartas de Cassiodoro, em seu Tratado da Alma (1538); e sua edição de Amiano Marcelino (1533), contém cinco livros a mais do que qualquer outra anterior. O uso excessivo de termos antiquados, utilizados por alguns dos escritores latinos da época, é humoristicamente ridicularizado por ele, em um diálogo no qual um osco, um volsco e um romano são apresentados como interlocutores (1531). Accorso foi acusado de plágio em suas notas sobre Ausônio, uma acusação que ele mais solene e energicamente repudiou.

## Obras
- Osco, Volsco, Romanaque eloquentia interlocutoribus, dialogus, ludis Romanis actus.  Provavelmente publicado em Roma, para alguns por E. Guillery, em 1513, para outros por J. Beplin, em 1515
- Mariangeli Accursii Diatribae, Romae: in aedibus Marcelli Argentei, octauo Kalendas Aprilis 25 III, 1524
- Ammianus Marcellinus a Mariangelo Accursio mendis quinque millibus purgatus, atque libris quinque auctus ultimis, nunc primum ab eodem inuentis, Augustae Vindelicorum: in aedibus Siluani Otmar, mense Maio 1533
- Magni Aurelii Cassiodori Variarum. Libri XII. Item. De anima. liber. vnus Recens inuenti, & in lucem dati a Mariangelo Accursio, Augustae. Vindelic. : ex. aedibus Henrici. Silicei, mense Maio 1533
- Decimi Magni Ausonii Burdigalensis Opera, Iacobus Tollius, M.D. recensuit, et integris Scaligeri, Mariang. Accursii, Freheri, Scriverii; selectis Vineti, Barthii, Acidalii, Gronovii, Graevii, aliorumque notis accuratissime digestis, nec non & suis adimadversionibus illustravit, Amstelodami: apud Ioannem Blaeu, 1671